# Mariatrost
Mariatrost (ehemals Maria Trost) ist der 11. Stadtbezirk der steirischen Landeshauptstadt Graz. Er umfasst die Katastralgemeinden Graz Stadt-Fölling und Wenisbuch.

## Geographie
Zentrale Achse, in südwestlicher Richtung verlaufend, ist das Tal des Mariatroster Baches hinunter nach Geidorf.
Die südwestliche Grenze zum Bezirk Geidorf bildet die Schönbrunngasse, welche von der Hilmteichstraße bis zum Franzosenkreuz verläuft. Ein Teil von Mariatrost ist auch Mariagrün mit der idyllischen Mariagrüner Kirche (hier heiratete Peter Rosegger) am Rand des Mariagrüner Waldes. Nur wenige Meter unterhalb der Kirche endet der Peter-Rosegger-Gedächtnisweg, der die halbe Mariagrüner Straße entlang durch den Wald führt und mit mehreren Zitaten von Peter Rosegger zum Denken anregen soll.
Die nördlichen Begrenzungen bilden die eher sanften Erhebungen des Hauensteins (650 m) und der Platte (651 m), bis hin zum westlich von Mariatrost gelegenen Ostteil des Rosenberges (Ferdinandshöhe, 490 m). Die südöstliche Grenze verläuft vom Hilmteich, welcher nicht mehr zum Bezirk gehört, zum Landeskrankenhaus Graz und entlang des Roseggerweges in Richtung Basilika Mariatrost.
An den äußeren Grenzen des Bezirks liegen zwei bedeutende Naherholungszentren von Graz, der Leechwald im Süden und die Platte im Norden. Ein beliebtes Ausflugsziel ist die Rettenbachklamm zwischen Platte und Kogelberg.
Am Fuße des Kirchberges von Mariatrost (Purberg) befindet sich ein Teich, der im Sommer als Fischteich und im Winter als Eislaufplatz benutzt wird.

## Geschichte

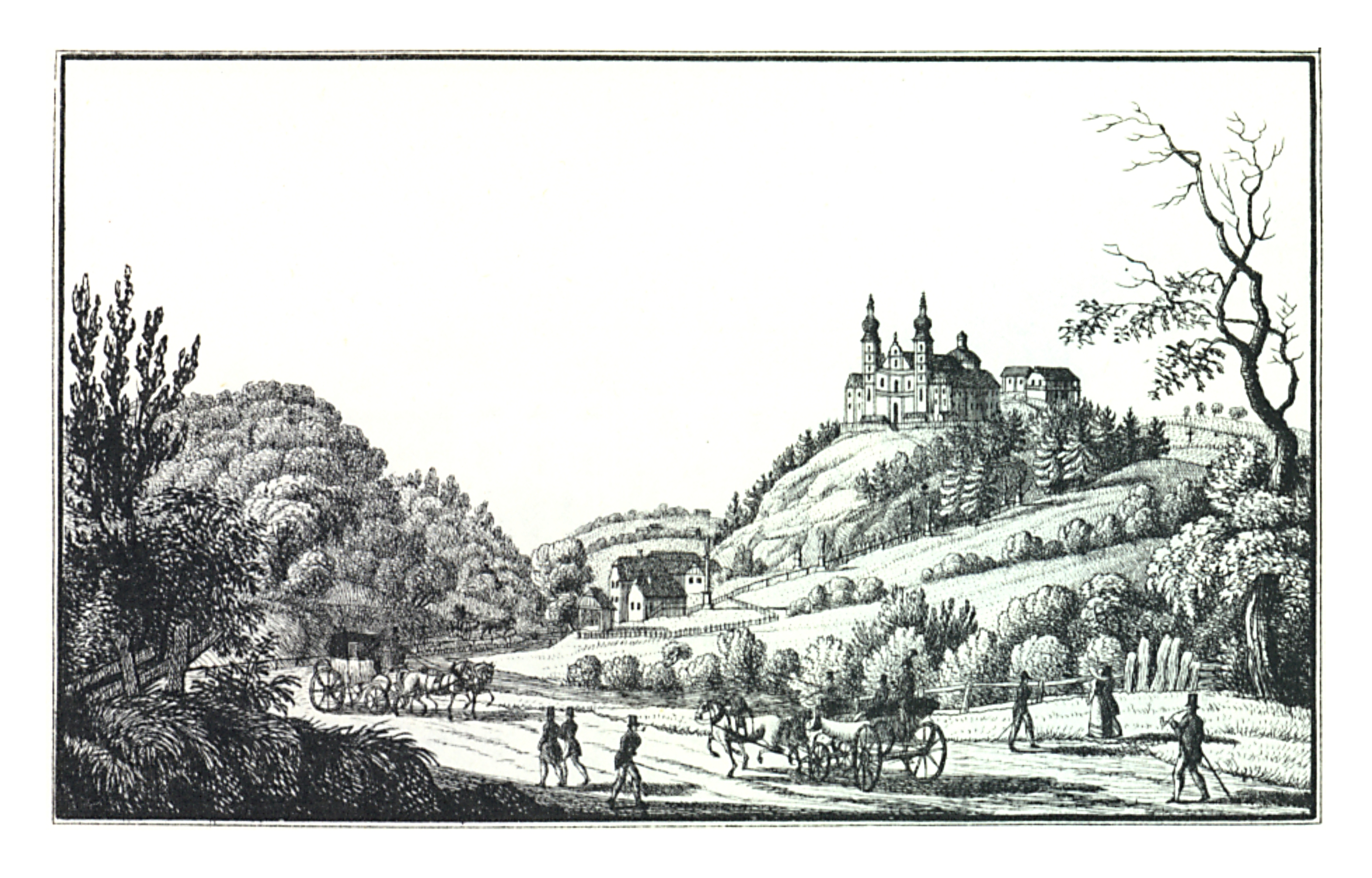
Mariatrost um 1830, Lith. Anstalt J.F. Kaiser, Graz

Die Wallfahrt nach Maria Trost geht bis in das 15. Jahrhundert zurück. Bis in die 1930er Jahre versteckte sich der dadurch bekannte Name Maria Trost hinter dem eher unbekannten Gemeindenamen Fölling. Kurz vor der Eingemeindung nach Graz existierte auch rechtlich eine Marktgemeinde Maria Trost mit den Katastralgemeinden Wenisbuch und Fölling. Wenisbuch umfasste die Ortschaften Kroisbach, Rettenbach, Maria Grün und die Häusergruppe am Fuß des Mariatroster Kirchberges, dazu kamen das Dorf Wenisbuch selbst und das Gelände seitlich der Mariatroster (Reichs-)Straße, einschließlich der Platte. Die Katastralgemeinde Fölling wurde geteilt, der Hauptort gehört heute zu Weinitzen. Die Grundzüge dieser Einteilung blieben in manchen Bereichen, wie z. B. in dem emotionalen Zugehörigkeitsgefühl der Alt-Mariatroster bis heute erhalten.
Im Markt Maria Trost bestanden 1937 zwei Dutzend eigenständige Vereinigungen. In der Gemeinde gab es die Elektrizitätsgesellschaft Wenisbuch und die Freiwillige Feuerwehr mit dem Zentrum in Kroisbach und Abteilungen im Ort Maria Trost und Fölling. Das Sanatorium Maria Grün (heute Haus des Kindes, Schönbrunngasse 30) und die Kuranstalt Maria Trost (heute Landesjugendheim Blümelhof, Blümelhofweg 9–11) gehörten damals zu den bekanntesten Einrichtungen dieser Art im Raum Graz. Die drei Linienämter an der Grenze zu Geidorf stehen heute noch als Wohnhäuser. Bürgermeister war Franz Herzog, nach dem auch ein Weg im Neusitzgraben benannt wurde.
1938 wurde die Gemeinde Maria Trost mit Teilen des Stadtbezirkes Geidorf verbunden und zur „Verwaltungseinheit Nord-Ost von Groß Graz“ erklärt. 1946 wurde Mariatrost von Geidorf abgespalten und seither gilt es als offizieller 11. Stadtbezirk der Stadt Graz mit einer Fläche von ca. 14 km².

## Verkehr

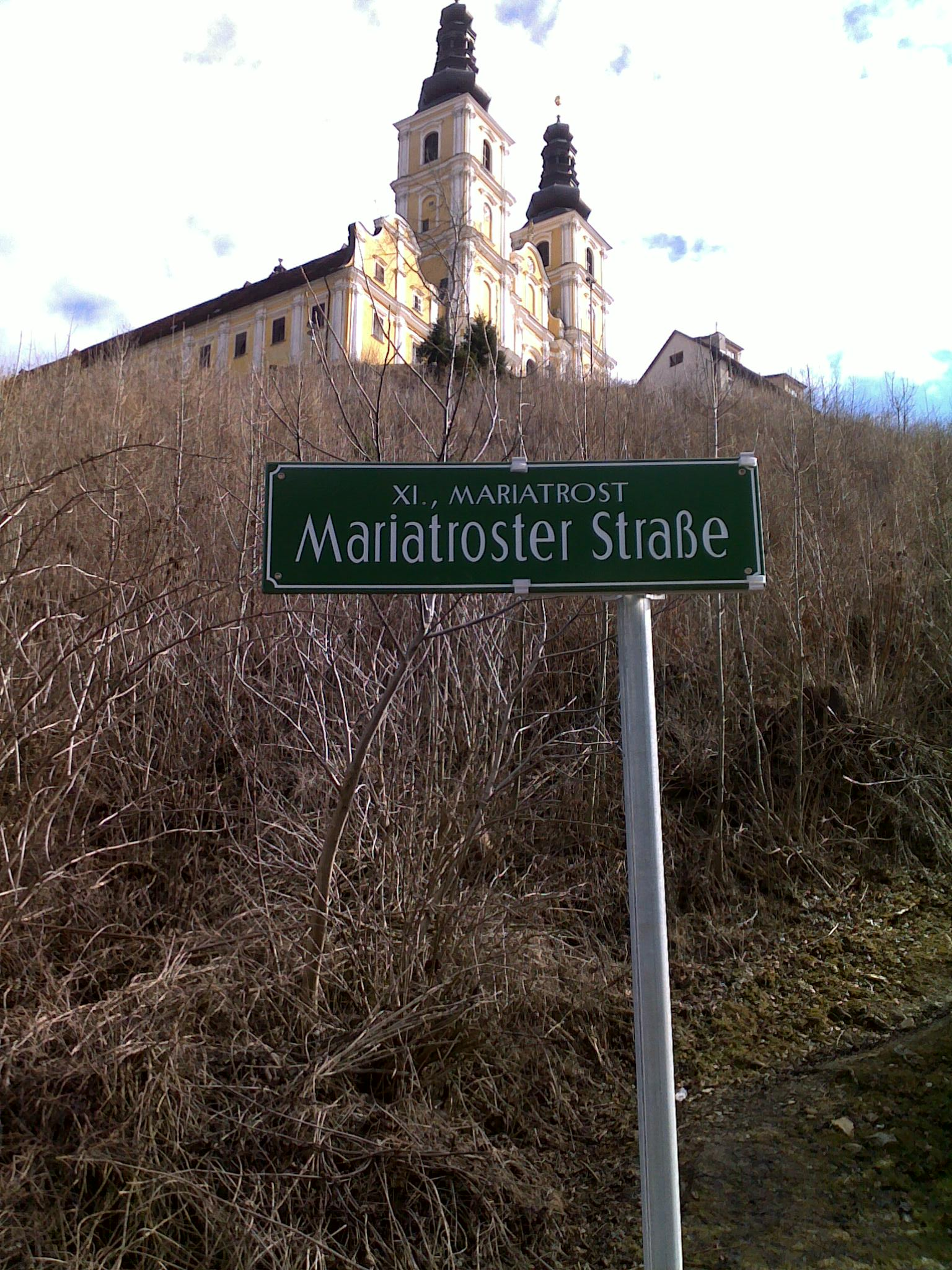
Straßenschild der Mariatroster Straße, im Hintergrund die Basilika

Der gesamte Bezirk wird im Tal von der B72 (Weizer Straße) durchquert. Sie trägt hier den Straßennamen Mariatroster Straße und ist die Hauptverkehrsader des Bezirks. Die einzige weitere Hauptstraße ist die Hilmteichstraße, die sich nur teilweise im Bezirk befindet. Ansonsten gibt es hier lediglich kleinere Straßen, die sich durch die Siedlungen, Hügel und Wälder des Bezirks schlängeln.
Die wichtigste Linie im öffentlichen Verkehr ist die Straßenbahnlinie 1 der Graz Linien. Sie durchquert vom Hilmteich kommend den Bezirk entlang des Mariatrosterbachs bis zur Endstation bei der Basilika Mariatrost bzw. dem Tramway Museum Graz. Ab der Haltestelle Mariagrün führt die Linie über eine reine Straßenbahntrasse und ist damit vom Straßenverkehr völlig unabhängig. Parallel dazu verläuft der Radweg R23.
Auf der Mariatrosterstraße verkehren ÖBB-Postbusse in Richtung Weiz sowie in Richtung Schöckl. Außerdem verkehrt hier an Wochenenden die Nightline N1 der Graz Linien in Richtung Park&Ride Fölling. Eine weitere Linie der Graz Linien ist der Bus mit der Nummer 58, auf der Strecke zwischen Ragnitz und dem Hauptbahnhof, die über Mariagrün führt. Die Linie 41 hält am Weg von St. Leonhard zum Dürrgrabenweg beim in Mariatrost befindlichen Hilmteich. Außerdem betreibt das Unternehmen Gersin die Linie 81 die von Mariagrün über den Rosenhain bzw. die Platte nach Andritz fahren.

## Kultur und Sehenswürdigkeiten

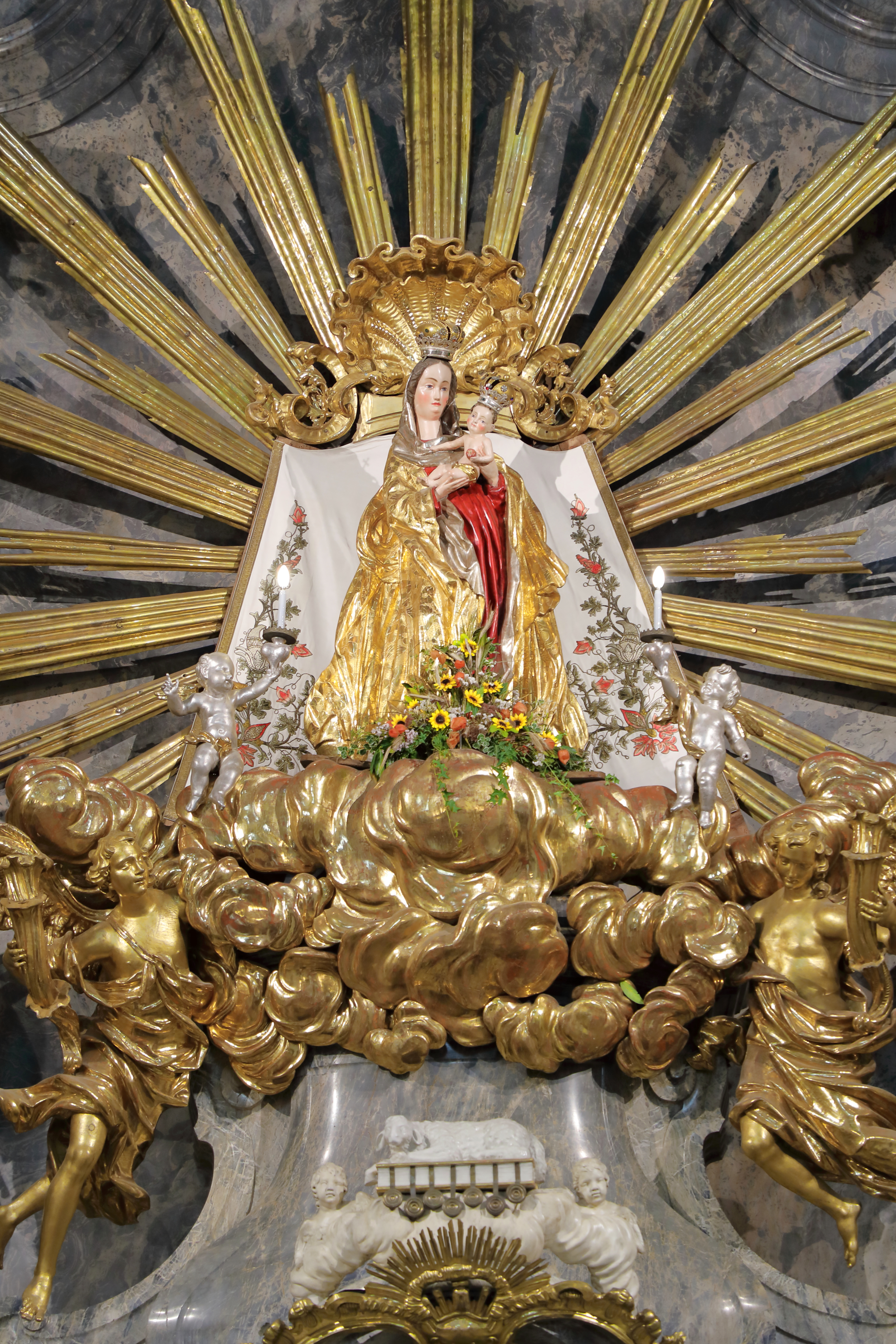
Gnadenstatue in der Pfarr- und Wallfahrtskirche Mariae Geburt

### Bauwerke
- Basilika Mariatrost: Die Wallfahrtskirche Mariatrost ist das Wahrzeichen des Bezirks.
- Mariagrüner Kirche: In der kleinen, idyllischen Kirche in Mariagrün heiratete 1873 Peter Rosegger.
- Tramway Museum Graz: Das Museum beherbergt über 30 Oldtimer-Straßenbahnen, welche mittels Führungen besichtigt und bei Sonderfahrten benutzt werden können. Das Museum wurde 1971 gegründet.

### Naturschutzgebiet
Das Biotopschutzgebiet Bullmanngrund ist Pflanzenschutzgebiet mit mehr als 250 heimischen Pflanzenarten. Es befindet sich in der Katastralgemeinde Wenisbuch an der Adresse Am Josefbach 32. Anlass für den Schutz ist nach der Kundmachung des Naturschutzes die Artenvielfalt dieser Pflanzengemeinschaften, die sich in unterschiedlich strukturierten Lebensräumen befinden und mosaikartig verzahnt sind. Das Schutzgebiet ist ca. 8200 m² groß.

### Sonstige
- Peter Rosegger Gedenkweg: Der im Mariagrünerwald gelegene Gedenkweg zu Ehren des steirischen Dichters wurde 2005 eröffnet.
- Rettenbachklamm: Im Übergang der Materialien Schiefer und Phyllit formte der Rettenbach (Steinbach) diese kleine, aber eindrucksvolle Klamm. Sie zeichnet sich durch ihren Schlucht- und Wildbachcharakter aus und wird von Wanderern als „Geheimtipp“ behandelt. Ihrer Erhaltung dient vor allem, dass sie touristisch nicht vermarktet wird und durch die Berg- und Naturwacht Graz ständig in Stand gehalten wird. Die Klamm wird von zahlreichen hölzernen Brücken und Stegen durchzogen. Nach den Hochwassern 1963 und 2005 war die Klamm blockiert.
- Waldlehrpfad im Leechwald: Der Lehrpfad im Leechwald führt von St. Johann bis zum Hilmteich. Es werden 25 verschiedene Bäume entlang dieses Pfades beschrieben.
- Bachlehrpfad entlang des Mariatrosterbaches: Der Erlebnisweg Mariatroster Bach wurde 1999 als erster Bachlehrpfad in Graz vom Verein For Nature konzipiert und errichtet. Er beginnt an der Straßenbahnhaltestelle St. Johann und führt über den Erich-Edegger-Weg bis zur Straßenbahnhaltestelle Teichhof. An vier Stationen mit 14 Informationstafeln und drei Sinnesobjekten werden dem Besucher vielfältige Informationen zum Thema Bach vermittelt.
- Ökopark Eugenie-Schmiedl-Hain: Der Ökopark ist ein naturnaher Erholungsraum für die Grazer Bevölkerung. Er bietet der Tier- und Pflanzenwelt eine Vielfalt an Lebensräumen (Biotoptypen).
- Schloss Kroisbach
- Schloss St. Josef
- Schloss St. Johann
- Hilmwarte
- Stephanienwarte: Der 18 Meter hohe Aussichtsturm am Gipfel der Platte wurde 1880 errichtet und nach Prinzessin Stephanie, der Frau von Kronprinz Rudolf, benannt. 1977 wurde vom Feuerwehrverband eine Funkeinrichtung im Turm installiert. 1989 errichtete die Luftgüteüberwachung des Landes Steiermark eine meteorologische Messstelle und 1991 wurde diese um eine Ozon-Messstelle erweitert. 1995 übernahm der ARBÖ diesen Funkstandort. 1999 wurde ein neues Ozonmessgerät installiert.
- Johanneskapelle/Seelsorgezentrum Kroisbach
- Ökohof Mariagrün
- Legenstein-Park
- Die Feuerwache Kroisbach / Mariatrost wurde 2009 von der Berufsfeuerwehr an die Freiwillige Feuerwehr Graz als Stützpunkt übergeben

## Sonstiges
- Anlässlich „Graz 2003 – Kulturhauptstadt Europas“ initiierte der Bezirk Mariatrost gemeinsam mit den „17 Grazer Kulturbezirken“ einen Bezirksfilm mit dem Titel „Mariatrost – Juwel von Graz“. In diesem halbstündigen Video präsentiert sich der Bezirk aus den verschiedensten Perspektiven. Drehbuchautor und Regisseur war ORF-Steiermark-Redakteur Reinhart Grundner. Kameramann Gunther Pöschl drehte rund ein Jahr, um alle Jahreszeiten und die wichtigsten Aktivitäten auf Film bannen zu können.
- Von Seiten des Alpenvereines Steiermark (Sektion Graz), der Stadtgruppe Graz der Berg- und Naturwacht, der Liegenschaftsverwaltung der Stadt Graz und einigen Sponsoren wurde im Juni 2001 eine Wanderkarte (1:12.500) mit Luftbild des Bezirks herausgegeben.